# Efekt zelenovouse

Hypotetický příklad, na základě něhož se jedinci asortativně párují na základě barvy hlavy

Efekt zelenovouse je původně myšlenkový experiment a později fenomén evoluční biologie, který se zaobírá rozvojem selektivního altruismu mezi jednotlivci určitého druhu.
Klasický příbuzenský výběr vysvětluje vznik altruismu na základě pravděpodobnosti sdílení určitých alel mezi jedinci. Tím, že jedinec šíří své alely prostřednictvím příbuzných, zvyšuje svou inkluzivní zdatnost. Zelenovous je označení pro modelový gen, který se navenek projevuje třemi způsoby: zaprvé vede k expresi určitého výrazného znaku, zadruhé umožňuje ostatním nositelům téhož genu tento znak rozeznávat a zatřetí podporuje altruistické chování mezi těmito jedinci. Šíření takového genu v populaci by tedy nemuselo záviset na principu bezprostřední příbuznosti.
Nad hypotetickou existencí podobného genu uvažoval Richard Dawkins ve své knize Sobecký gen (1976): Teoreticky je možné, aby vznikl gen, který by udělil nějaké viditelné „označení", řekněme bledou kůži nebo zelený vous, zkrátka cokoli nápadného, a zároveň i tendenci být velice hodný k nositelům tohoto znaku. To je sice možné, ale nijak zvlášť pravděpodobné. Zelený vous by se se stejnou pravděpodobností mohl spojit se zarůstajícími nehty na palci nebo jakýmkoli jiným znakem. Právě tak záliba v zelené bradce může být zase svázána s neschopností cítit frézie. Není příliš pravděpodobné, že by jeden a týž gen řídil obojí – jak vznik znaku, tak adekvátní altruismus. Nicméně teoreticky je projev altruismu zelenovouse možný.
Zprvu spíše hypotetický koncept byl nicméně u některých žijících organismů skutečně potvrzen. Například ve vícečetných koloniích mravence Solenopsis invicta se množí pouze královny nesoucí heterozygotní kombinaci Bb genu Gp-9. Dělnice nesoucí tutéž heterozygotní kombinaci totiž, zřejmě na základě pachových signálů, rozpoznávají a zabíjejí královny s homozygotní kombinací BB, čímž umožňují efektivnější šíření alely b do dalších generací. Konečné fixaci alely b však brání to, že se v homozygotním stavu (bb) projevuje letálně. Dalším příkladem je hlenka Dictyostelium discoideum, jejíž gen csA kóduje buněčný adhezivní protein, jenž umožňuje hlenkám vytvářet společné agregace. Hlenky s funkčním genem csA na základě lepší přilnavosti a efektivnější schopnosti vzájemného rozpoznávání omezují početnost hlenek s inaktivovaným genem, které jinak mají kvůli své nižší schopnosti adheze vyšší pravděpodobnost, že skončí jako spory.